# Monte Elto
Il monte Elto è una montagna delle Prealpi bergamasche, alta 2147 m s.l.m..

## Toponimo
Secondo alcune interpretazioni il nome Elto deriverebbe dal termine veneto Elt e significherebbe alto.

## Descrizione
Il monte Elto è situato sul versante occidentale della media val Camonica, a nord della Concarena e di fronte al gruppo dell'Adamello. Il suo territorio e di pertinenza dei comuni di Sellero e Capo di Ponte.
Il versante meridionale è lambito dal torrente Clegna, quello settentrionale dal torrente Allione. Il torrente Re di Sellero fluisce sul lato orientale. Tutti i questi corsi d'acqua sono affluenti dell'Oglio.
Anticamente dalle miniere che lì venivano "coltivate" si estraeva ferro. Tra queste si ricordano le miniere di Carona utilizzate ancora nella prima metà del XX secolo.
La montagna presenta versanti con pendenze abbastanza uniformi, si possono distinguere tre piccole punte (presenti tra l'altro nello stemma del comune di Sellero).
Il monte è percorso fin quasi sulla cima da una strada cementata.
Presenta molti piccoli abitati formati dall'agglomerato di qualche baita, le principali sono: 
- Spì,
- Isù,
- Barnill,
- Tamblù,
- Carona,
- Prat del Fö,
- Ter al Fö,
- Nielt.

È quasi interamente ricoperto di boschi anche se l'incendio del 1997 aveva intaccato ampiamente questo patrimonio..

## Galleria d'immagini

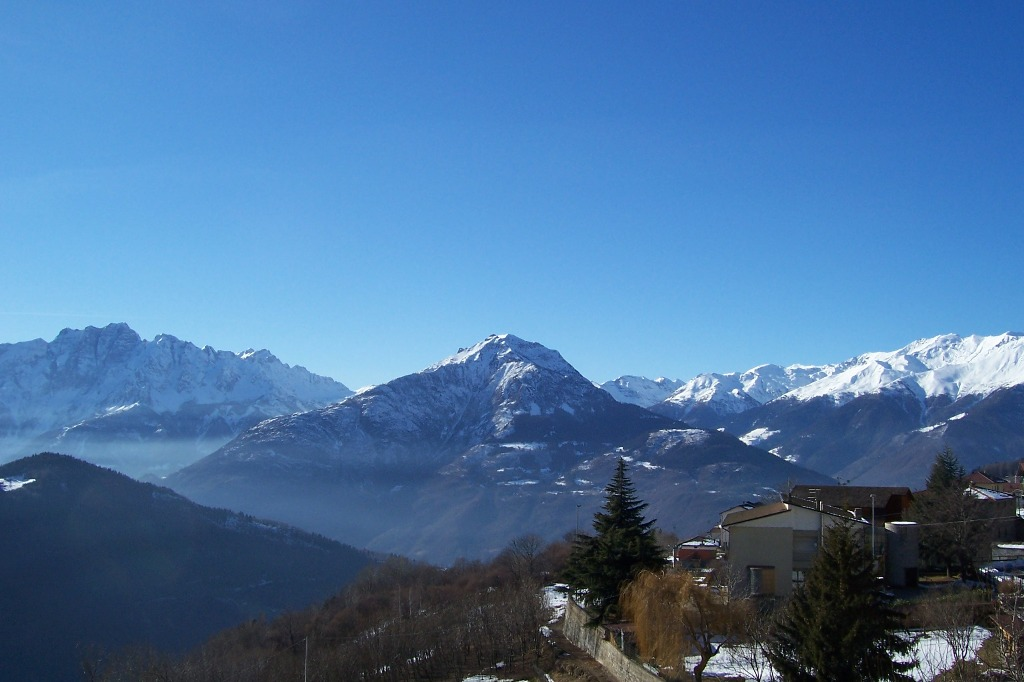
Monte Elto visto da Cevo (inverno)
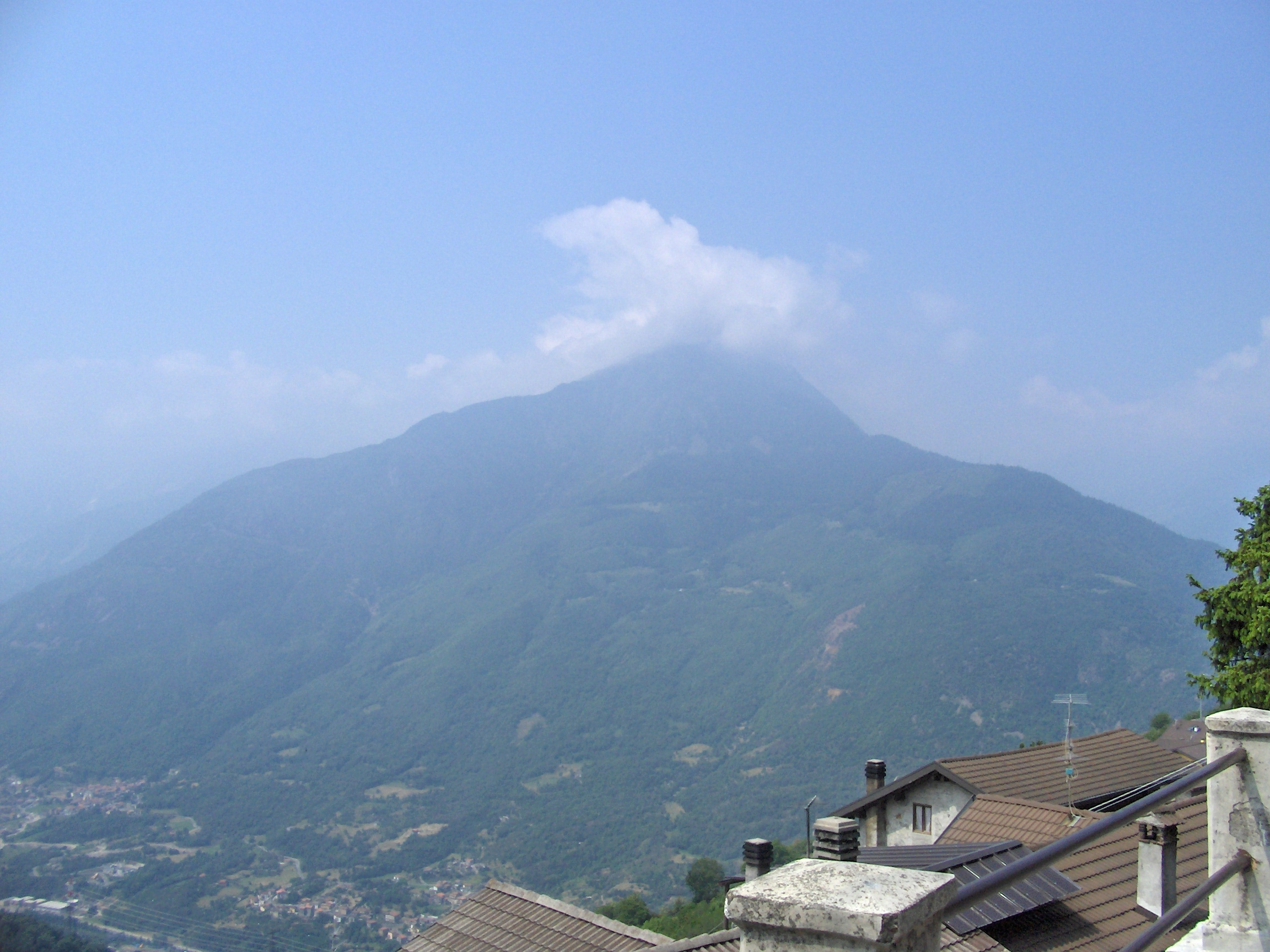
Monte Elto visto da Cevo (primavera)
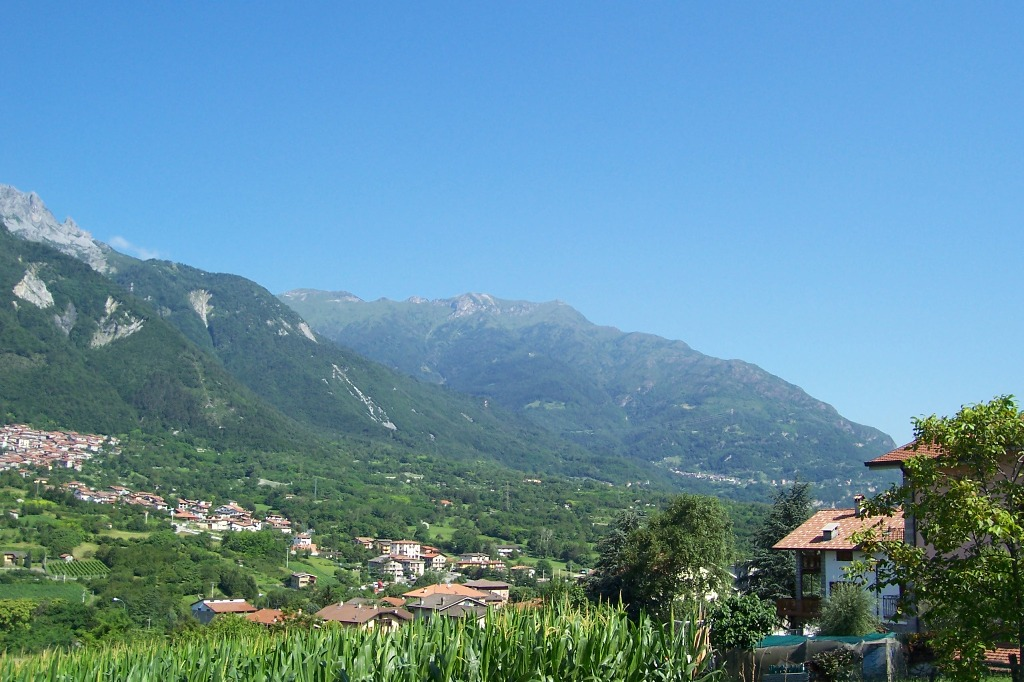
Monte Elto visto da Braone (estate)
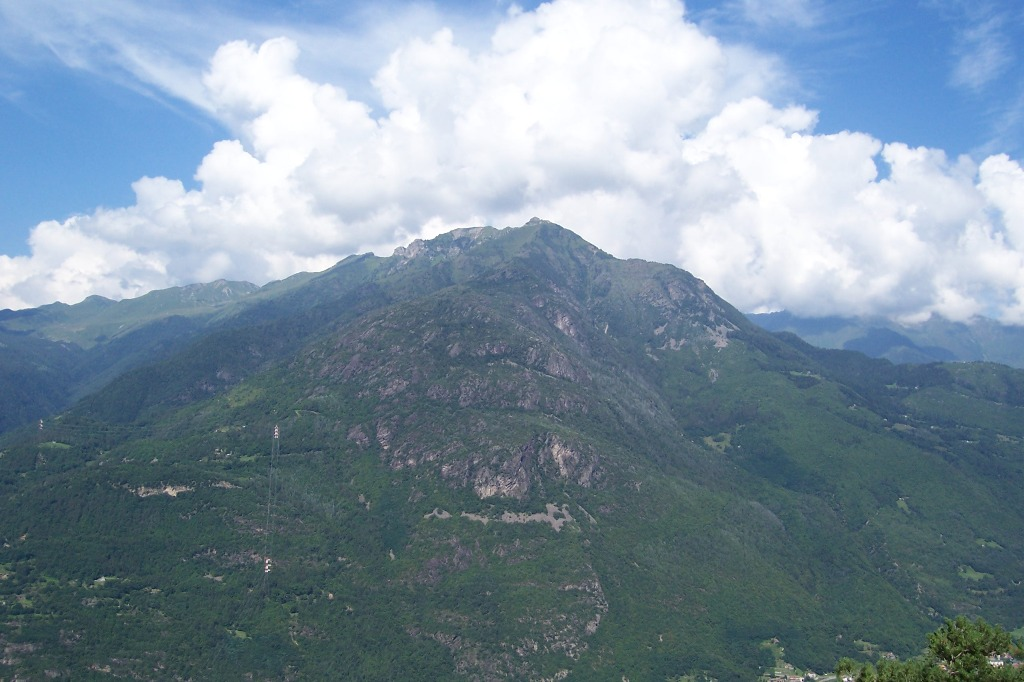
Monte Elto visto da Paspardo (estate)